# Laubrières

Laubrières este o comună în departamentul Mayenne, Franța. În 2009 avea o populație de 311 de locuitori.